# Crim de guerra

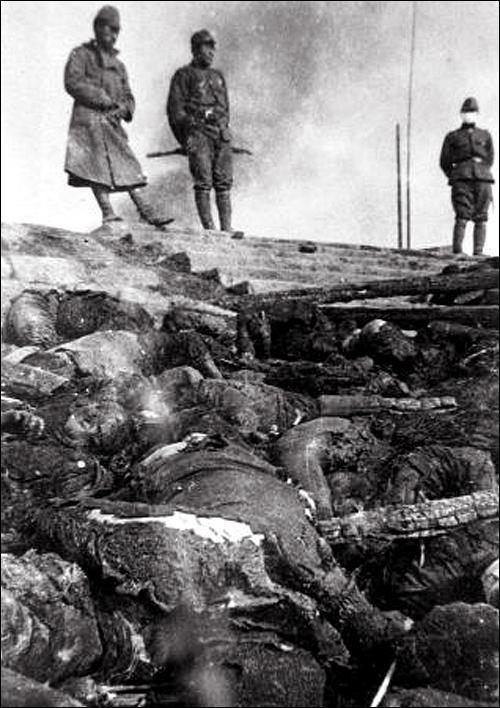
Cadàvers de civils xinesos en la massacre de Nanquín, perpetrada per les tropes japoneses a Nanquín el 1937.

Els crims de guerra són infraccions greus del dret internacional humanitari comeses durant un conflicte armat. Inclouen actes com l'assassinat de civils, la tortura, els atacs contra hospitals o escoles, la presa d'ostatges o l'ús de certes armes prohibides. Aquests actes es consideren crims perquè violen les normes fonamentals que regulen la conducta bèl·lica i la protecció de les persones que no participen directament en les hostilitats.
Els crims de guerra estan definits per diversos instruments del dret internacional, especialment per l’article 8 de l’Estatut de Roma, que recull les infraccions greus del dret internacional humanitari sota la jurisdicció del Tribunal Penal Internacional. Aquest article recull tant violacions greus de les Convencions de Ginebra com altres accions prohibides durant els conflictes armats, com els atacs deliberats contra la població civil, els hospitals, els presoners de guerra o els ferits, és a dir, contra objectius que no tenen caràcter militar.
El concepte modern de crim de guerra s'ha anat definint progressivament a través de convencions internacionals, com les Conferències de la Haia de 1899 i 1907 i les quatre Convencions de Ginebra de 1949, així com per mitjà de la jurisprudència de tribunals penals internacionals. Aquests instruments jurídics estableixen un conjunt de normes que protegeixen els combatents ferits, els presoners de guerra i, sobretot, la població civil.
Tot i que sovint es confonen amb altres delictes internacionals, els crims de guerra es diferencien dels crims contra la humanitat i del genocidi tant pel context com pels objectius. Els crims de guerra requereixen necessàriament l'existència d’un conflicte armat, mentre que els crims contra la humanitat poden cometre's en temps de pau, i el genocidi implica la voluntat específica d’eliminar, totalment o parcialment, un grup determinat.

## Evolució històrica i codificació legal

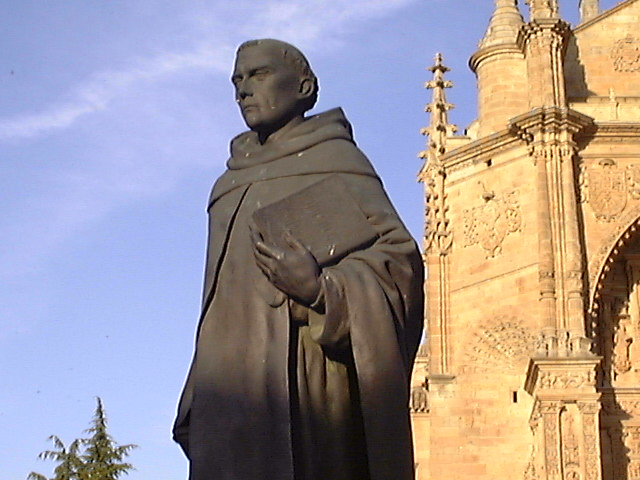
Francisco de Vitoria (1483-1546) reconegut per les seves aportacions al Dret Internacional.

Tot i que el concepte jurídic de crim de guerra és relativament modern, diverses civilitzacions antigues ja establiren normes sobre la conducta en temps de guerra. El Codi d’Hammurabi a Babilònia, el dret romà a través del ius fetiale, o els escrits grecs de Tucídides mostren una preocupació primitiva per limitar la brutalitat en els conflictes. A l’edat mitjana, tant la tradició islàmica com la cristiana (amb autors com Al-Shaybani o Francisco de Vitoria) van formular principis sobre el tractament de presoners, la distinció entre combatents i civils, i la guerra justa. Aquests antecedents morals, filosòfics i religiosos constituïren la base ètica que més endavant inspiraria el dret internacional humanitari.
Els antecedents jurídics dels crims de guerra es poden rastrejar al segle XIX, amb documents pioners com el Codi Lieber (1863), utilitzat durant la Guerra Civil dels Estats Units. Aquest codi, encarregat pel president Abraham Lincoln, establia normes bàsiques per al comportament dels exèrcits en temps de guerra, incloent-hi la protecció dels civils i la prohibició de la destrucció indiscriminada. Posteriorment, les Conferències de la Haia de 1899 i 1907 van codificar normes internacionals que regulaven els mètodes i mitjans de guerra, prohibint, per exemple, l’ús de certs tipus d’armes o l’atac contra població civil no armada.

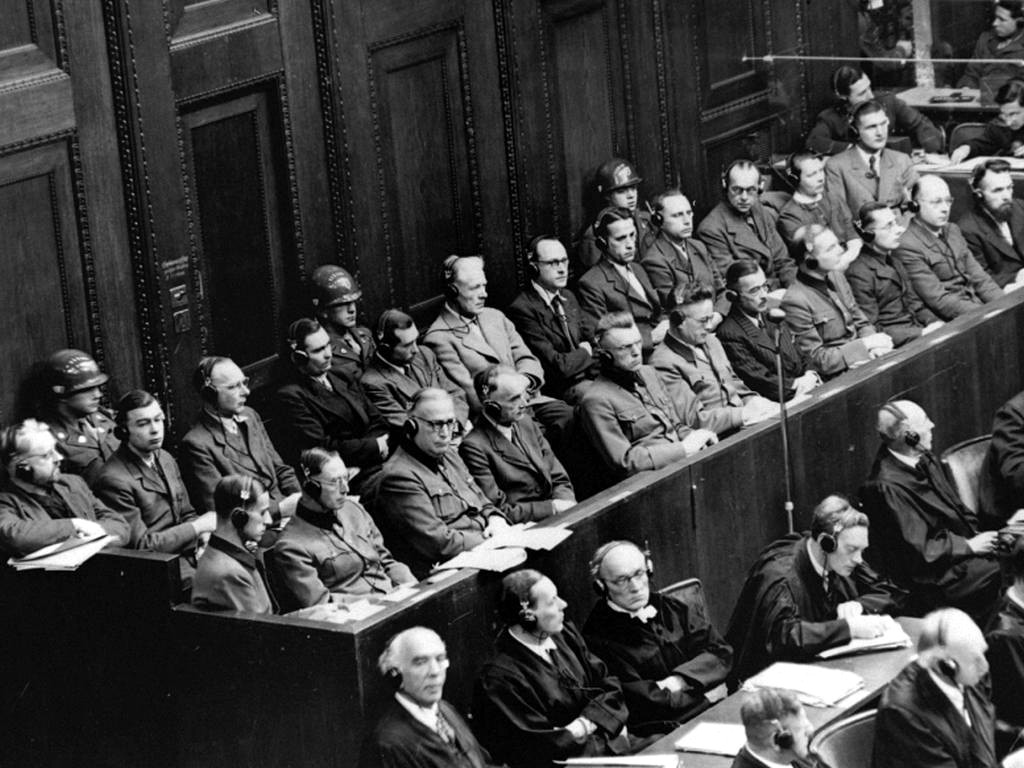
Fotografia dels Judicis de Nuremberg

La Segona Guerra Mundial va marcar un punt d'inflexió amb la celebració dels Judicis de Nuremberg (1945-1946), en què per primera vegada es van jutjar líders polítics i militars per crims contra la pau, crims de guerra i crims contra la humanitat. Aquests judicis van establir el principi que els individus poden ser penalment responsables d’actes comesos en nom d’un Estat, i que l’obediència a ordres superiors no eximeix de responsabilitat. Els judicis van constituir un precedent jurídic fonamental en el dret penal internacional modern.
Després de la guerra, el desenvolupament del dret internacional humanitari es va consolidar amb l'adopció de les quatre Convencions de Ginebra de 1949 i els Protocols Addicionals de 1977, que ampliaven la protecció de les víctimes dels conflictes armats, especialment civils i ferits. Aquest corpus jurídic va servir de base per a la creació del Tribunal Penal Internacional (TPI), establert mitjançant l’Estatut de Roma el 1998. El TPI és la primera institució permanent amb jurisdicció per jutjar individus acusats de crims de guerra, crims contra la humanitat, genocidi i, des del 2010, el crim d’agressió.

## Tipus de Crims de Guerra
Els crims de guerra poden adoptar formes molt diverses, però tots tenen en comú la violació de les normes bàsiques del dret internacional humanitari durant un conflicte armat. Aquestes normes, recollides principalment a les Convencions de Ginebra i a l'Estatut de Roma, delimiten clarament les conductes permeses i prohibides. L'article 8 de l'Estatut de Roma classifica els crims de guerra segons si tenen lloc en conflictes armats internacionals o no internacionals, tot i que molts delictes són comuns a ambdós contextos.
Entre els tipus principals de crims de guerra destaquen:
- Assassinat de persones protegides: es considera crim de guerra la mort deliberada de civils, persones ferides, nàufrags o presoners de guerra. Aquestes víctimes no participen activament en les hostilitats i, per tant, atacar-les constitueix una violació greu del dret humanitari. Els assassinats massius comesos en conflictes com la Segona Guerra Mundial o la guerra dels Balcans en són exemples paradigmàtics.
- Tortura i tractes inhumans o degradants: constitueix un crim de guerra la tortura física o psicològica de combatents capturats o de civils sota custòdia, així com qualsevol forma de tracte cruel, humiliant o degradant. Aquest tipus de pràctiques estan absolutament prohibides per les Convencions de Ginebra i per l’Estatut de Roma, tant en conflictes internacionals com interns. Històricament, han estat àmpliament documentades en diversos conflictes: durant la guerra d’Algèria (1954–1962), on l’exèrcit francès va fer ús sistemàtic de la tortura contra civils i combatents algerians; durant la dictadura militar a l’Argentina en el marc de l’operació Còndor; i en la guerra de l’Iraq (2003–2011), especialment en el cas conegut com a escàndol d’Abu Ghraib, en què forces dels Estats Units van sotmetre presoners iraquians a tortura i vexacions sistemàtiques. També es van denunciar pràctiques similars a la presó de Guantánamo, malgrat estar fora d’una zona de conflicte clàssic, fet que ha generat intens debat jurídic sobre la seva classificació.[11]
- Violència sexual: la violació, l’esclavatge sexual, la prostitució forçosa, l’embaràs obligat o qualsevol altra forma de violència sexual contra dones, homes o infants són considerades crims de guerra quan tenen lloc en el context d’un conflicte armat. Aquest tipus de violència ha estat emprat com a estratègia militar sistemàtica per terroritzar poblacions, desmoralitzar l’enemic i trencar el teixit social. Va ser àmpliament documentada durant el genocidi de Ruanda (1994), on milers de dones tutsis foren violades per milicians hutus; i també durant les guerres de l'antiga Iugoslàvia (1992–1995), especialment a Bòsnia, on es van establir camps de violació sistemàtica. Aquestes pràctiques han estat reconegudes com a crims de guerra i, en alguns casos, com a crims contra la humanitat, per tribunals com el Tribunal Penal Internacional per a l’antiga Iugoslàvia i el Tribunal Penal Internacional per a Ruanda. L’Estatut de Roma, adoptat el 1998, inclou de manera explícita la violència sexual dins la tipologia de crims de guerra, establint-ne la persecució penal.[12][13]
- Destrucció injustificada de béns civils: atacar o destruir deliberadament infraestructures no militars, com habitatges, escoles, hospitals, sistemes d’aigua potable o xarxes elèctriques, és considerat un crim de guerra. També s’hi inclouen el saqueig i la confiscació il·legal de béns privats o públics. Aquestes pràctiques sovint s’empren com a forma de càstig col·lectiu o desestabilització de la població civil.
- Atacs contra objectes protegits: el dret internacional humanitari protegeix béns culturals, monuments històrics, llocs de culte i instal·lacions mèdiques, sempre que no tinguin una funció militar activa. L’atac intencionat contra aquests objectius constitueix un crim de guerra. La destrucció de temples antics a Síria o l’atac a hospitals durant conflictes recents han estat àmpliament denunciats per organismes internacionals.

- Utilització d’armes prohibides: l’ús d’armes que causen sofriment innecessari o que no poden distingir entre combatents i civils, com les armes químiques, biològiques, mines antipersona o bombes de dispersió, està prohibit per diversos tractats. L’ús d’aquestes armes en conflictes recents ha estat objecte de condemna internacional i investigació per part d’organismes especialitzats.

- Utilització d'armes prohibides: El dret internacional humanitari prohibeix l'ús de determinades armes que causen sofriments innecessaris o tenen efectes indiscriminats, especialment quan afecten la població civil. Aquestes prohibicions estan recollides en diversos tractats internacionals, com el Protocol de Ginebra de 1925, la Convenció sobre Certes Armes Convencionals de 1980 i l'Estatut de Roma de la Cort Penal Internacional.[14]

| Tipus d'arma                       | Característiques principals                                                               | Tractat que la prohibeix                                             | Conflicte                               |
| ---------------------------------- | ----------------------------------------------------------------------------------------- | -------------------------------------------------------------------- | --------------------------------------- |
| Armes químiques i biològiques      | Utilitzen agents tòxics per matar o incapacitar. Afecten de manera indiscriminada.        | Protocol de Ginebra (1925), Convenció sobre Armes Químiques (1993)   | Guerra Iran-Iraq, Guerra civil de Síria |
| Bombes de dispersió (racimo)       | Alliberen submunicions que sovint no exploten i poden afectar civils anys després.        | Convenció sobre Municions de Dispersió (2008)                        | Iugoslàvia, Líban, Ucraïna              |
| Mines antipersona                  | Exploten amb el contacte humà i poden romandre actives durant dècades.                    | Tractat d’Ottawa (1997)                                              | Cambodja, Afganistan, Colòmbia          |
| Armes incendiàries (fòsfor blanc)  | Causen cremades greus i incendis. Especialment perilloses en entorns urbans.              | Protocol III de la Convenció sobre Certes Armes Convencionals (1980) | Gaza, Fallujah (Iraq)                   |
| Armes làser cegadores              | Dissenyades per causar ceguesa permanent. Provoquen danys irreversibles.                  | Protocol IV de la Convenció sobre Certes Armes Convencionals (1995)  | Risc potencial, ús poc documentat       |
| Armes amb fragments no detectables | Els fragments no poden ser localitzats amb raigs X. Dificulten greument l'atenció mèdica. | Protocol I de la Convenció sobre Certes Armes Convencionals (1980)   | No s'han documentat usos coneguts       |

## Jurisdicció i mecanismes de persecució
Els crims de guerra són perseguits a través de diversos mecanismes jurisdiccionals, tant internacionals com nacionals. Tot i que es cometen en contextos de guerra, els responsables poden ser jutjats com a individus, amb independència del seu grau militar o càrrec polític. El principi fonamental que regeix aquest àmbit és que cap persona està exempta de responsabilitat penal per la comissió de crims de guerra, ni tan sols els caps d’estat.
Un dels principals òrgans encarregats de jutjar aquests crims és la Tribunal Penal Internacional (TPI), creada per l’Estatut de Roma l’any 1998. El TPI és una institució permanent amb seu a la Haia i jurisdicció per jutjar crims de guerra, crims contra la humanitat, genocidi i, des de 2010, el crim d’agressió. Només pot actuar si el país en qüestió ha ratificat l’Estatut o si el Consell de Seguretat de les Nacions Unides li delega el cas. A més, el TPI només intervé en situacions en què els sistemes judicials nacionals no poden o no volen actuar.

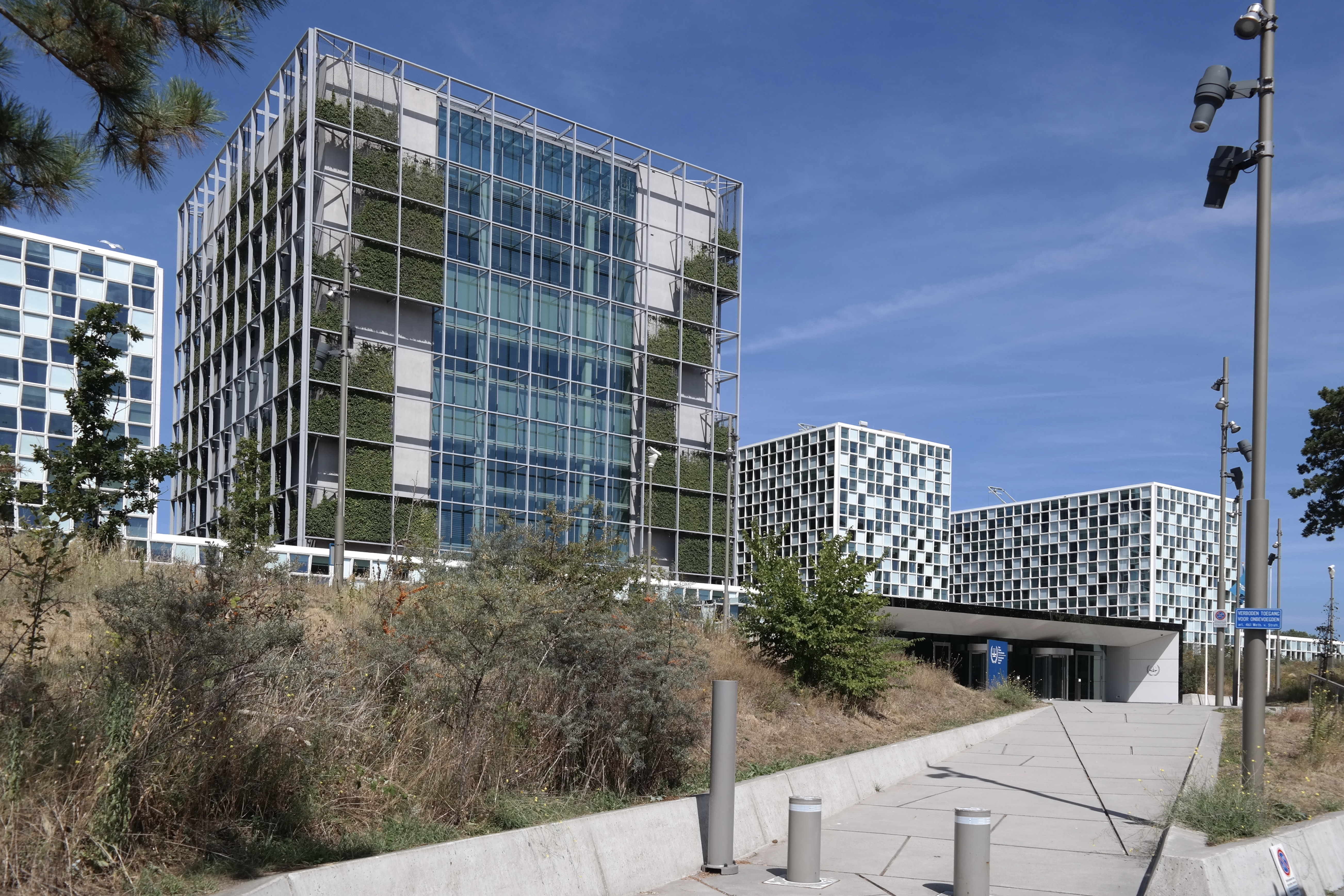
Seu del Tribunal Penal Internacional a La Haia.

Abans de la creació del TPI, es van establir tribunals internacionals ad hoc per a conflictes concrets, com el Tribunal Penal Internacional per a l’antiga Iugoslàvia i el Tribunal Penal Internacional per a Ruanda. Aquests tribunals van crear jurisprudència pionera, per exemple en reconèixer la violència sexual com a crim de guerra i en establir la responsabilitat penal individual dels comandaments superiors. El Tribunal per a l’antiga Iugoslàvia va funcionar entre 1993 i 2017, i va condemnar més de vuitanta persones per crims de guerra, mentre que el tribunal per a Ruanda va estar actiu fins al 2015.
A més, diversos països han adoptat el principi de jurisdicció universal, segons el qual poden perseguir crims de guerra encara que no s’hagin comès al seu territori ni per ciutadans propis. Aquest principi ha permès iniciar procediments judicials a països com Espanya, Bèlgica o Alemanya per casos de crims de guerra comesos a Llatinoamèrica, Bòsnia, Síria o Ucraïna. No obstant això, l’aplicació d’aquest principi sovint està subjecta a limitacions polítiques i jurídiques.
Altres mecanismes inclouen els tribunals híbrids o mixtos, formats per personal nacional i internacional, com el Tribunal Especial per a Sierra Leone, que jutjà crims comesos durant la guerra civil del país, o les Cambres Extraordinàries als tribunals de Cambodja, que investigaren els crims del règim dels Khmers Rojos. Aquests tribunals combinen coneixement local amb garanties internacionals, tot i que també han estat criticats per la seva lentitud i costos.

## Casos destacats
| Nom                    | Conflicte                                         | Crims imputats                                                                           | Tribunal / instància judicial                                 | Condemna / resultat                      |
| ---------------------- | ------------------------------------------------- | ---------------------------------------------------------------------------------------- | ------------------------------------------------------------- | ---------------------------------------- |
| Iwane Matsui           | Massacre de Nanquin                               | Permetre assassinats massius, violacions, saquejos i destrucció sistemàtica de la ciutat | Tribunal Militar Internacional per a l'Extrem Orient (Tòquio) | Condemnat a mort i executat (1948)       |
| Hermann Göring         | Segona Guerra Mundial (1939–1945)                 | Crims de guerra, crims contra la humanitat, conspiració                                  | Tribunal de Nuremberg                                         | Condemnat a mort; es va suïcidar         |
| Hideki Tōjō            | Guerra del Pacífic (1937–1945)                    | Crims de guerra, crims contra la pau, responsabilitat pel tracte cruel                   | Tribunal Militar Internacional per a l'Extrem Orient (Tòquio) | Condemnat a mort i executat el 1948      |
| Adolf Eichmann         | Holocaust / Segona Guerra Mundial                 | Genocidi, crims contra la humanitat                                                      | Tribunal israelià (Jerusalem, 1961)                           | Condemnat a mort i executat              |
| Klaus Barbie           | Segona Guerra Mundial                             | Crims contra la humanitat (tortures a la Gestapo de Lió)                                 | Tribunal criminal de Lió (França)                             | Condemnat a cadena perpètua (1987)       |
| Slobodan Milošević     | Iugoslàvia (1992–1995)                            | Crims de guerra, crims contra la humanitat, genocidi (no jutjat)                         | Tribunal Penal Internacional per a l'antiga Iugoslàvia        | Va morir durant el procés (2006)         |
| Radovan Karadžić       | Bòsnia (1992–1995)                                | Genocidi, crims contra la humanitat, deportacions forçades                               | Tribunal Penal Internacional per a l'antiga Iugoslàvia        | 40 anys, elevat a cadena perpètua (2019) |
| Ratko Mladić           | Bòsnia (1992–1995)                                | Matança de Srebrenica, crims de guerra, neteja ètnica                                    | Tribunal Penal Internacional per a l'antiga Iugoslàvia        | Cadena perpètua (2017)                   |
| Jean-Paul Akayesu      | Genocidi de Ruanda (1994)                         | Genocidi, violacions, extermini                                                          | Tribunal Penal Internacional per a Ruanda                     | Cadena perpètua (1998)                   |
| Augustin Bizimungu     | Genocidi de Ruanda (1994)                         | Genocidi, crims contra la humanitat                                                      | Tribunal Penal Internacional per a Ruanda                     | 30 anys (2011)                           |
| Charles Ghankay Taylor | Libèria / Sierra Leone (1991–2002)                | Crims de guerra i contra la humanitat (suport als rebels del RUF)                        | Tribunal Especial per a Sierra Leone                          | 50 anys de presó (2012)                  |
| Kaing Guek Eav (Duch)  | Cambodja (Khmers Rojos, 1975–1979)                | Tortura, execucions, crims contra la humanitat                                           | Cambres Extraordinàries als tribunals de Cambodja             | Cadena perpètua (2012)                   |
| Saddam Hussein         | Iraq (dictadura, massacre de Dujail 1982)         | Crims contra la humanitat                                                                | Tribunal Penal Iraquià                                        | Condemnat a mort i executat (2006)       |
| Bosco Ntaganda         | República Democràtica del Congo (2002–03)         | Crims de guerra, ús de nens soldat, violació, assassinat                                 | Tribunal Penal Internacional                                  | 30 anys de presó (2019)                  |
| Dominic Ongwen         | Uganda (LRA, 2002–2005)                           | Crims de guerra i contra la humanitat (inclosos matrimonis forçats)                      | Tribunal Penal Internacional                                  | 25 anys de presó (2021)                  |
| Serhii Kolotsei        | Guerra d'Ucraïna (ocupació russa a Kherson, 2022) | Tortura de civils en un centre de detenció                                               | Tribunal nacional ucraïnès                                    | Cadena perpètua (2023)                   |